# Total Club Manager 2003
Total Club Manager 2003 (skraćeno: TCM 2003) je prva igra u EA Sportsovom Total Club Manager serijalu, danas poznatom po imenu FIFA Manager. Proizvođač igre je Electronic Arts, a izdana je 27. studenog 2002. samo za PC. TCM je nasljednik The F.A. Premier League Football Manager serijala, iz 1998. godine.

## Vanjske poveznice
- Total Club Manager 2003 kod MobyGames-a